# Теорема галереї мистецтв
Теорема галереї мистецтв або музейна проблема — добре вивчена проблема видності в обчислювальній геометрії. Вона походить від реальної задачі охорони художньої галереї за допомогою найменшої можливої кількості камер, що можуть одночасно спостерігати за всією галереєю. В обчислювальній геометрії планування галереї описується за допомогою простого многокутника і кожна камера представлена точкою у многокутнику. Кажуть, що множина точок {\displaystyle S} охороняє многокутник, якщо для кожної точки {\displaystyle p} у многокутнику існує деяка точка {\displaystyle q\in S} така, що відрізок між {\displaystyle p} і {\displaystyle q} не залишає цей многокутник.

## Два виміри

Чотири камера покривають цю галерею.

Наявні багато видозмін первісної проблеми, які також згадуються як задачі галереї мистецтв. У деяких версіях камери можна ставити лише уздовж периметра або навіть тільки у вершинах многокутника. Деякі версії вимагають спостереження лише за периметром, або його частиною.
Рішення задачі, в якій камери повинні бути розташовані на вершинах і охоронятися повинні тільки вершини, еквівалентне вирішенню задачі про домінівну множину на графі видимості багатокутника.

## Теорема галереї мистецтв Хватала
Названа на честь Вацлава Хватала, задає верхню межу мінімальної кількості камер. Вона стверджує, що {\displaystyle \left\lfloor n/3\right\rfloor } камер завжди достатньо, а іноді необхідно для охорони простого многокутника з {\displaystyle n} вершинами.
Питання про те як багато вершин/хранителів/охоронців необхідно Хваталу поставив Віктор Клі у 1973. Хватал довів теорема невдовзі по тому. Доведення Хватала пізніше спростив Стів Фіск, використавши аргумент 3-розфарбування.

### Коротке доведення Фіска
Fisk, (1978) довів теорему так.

Розфарбування 3 кольорами вершин триангульованого многокутника. Сині вершини утворюють набір з трьох камер, настільки мало як і було гарантовано теоремою галереї мистецтв. Однак, цей набір не оптимальний: цей самий полігон можна охороняти за допомогою двох камер.

По-перше, многокутник триангулюють (без додавання додаткових вершин. Тоді вершини многокутника 3-фарбують, так щоб кожний трикутник мав усі три кольори. Для знаходження 3-фарбування корисно звернути увагу на те, що двоїстий граф для триангуляції є деревом, будь-який цикл в двоїстому графі сформує границю дірки в многокутнику, що суперечить припущенню, що многокутник не мав дірок. Це означає, що ми можемо знайти 3-фарбування, використовуючи простий обхід графа як-от пошук у глибину.
Щойно 3-фарбування знайдено, вершини одного кольору утворюють підхожу множину для охорони, оскільки кожне трикутник охороняється його вершиною цього кольору. З того, що три кольори розбивають n вершин многокутника, колір з найменшою кількістю вершин формує правильну множину для охорони з не більше ніж {\displaystyle \lfloor n/3\rfloor } камерами.

### Обчислювальна складність
Версія задачі галереї мистецтв як проблема вибору звучить так: маємо многокутник і число k, а треба з'ясувати чи можливо охороняти цей многокутник за допомогою k камер. Ця задача і всі її стандартні варіації (такі як обмеження розташування камер самими вершинами або ребрами многокутника) є NP-складною.
Однак, існують ефективні алгоритми для множини з не більше ніж {\displaystyle \lfloor n/3\rfloor } камер, що відповідає верхній межі встановленій Хваталом. Таку множину можна знайти за час {\displaystyle O(n\log n).} David Avis and Godfried Toussaint (1981) довів наявність такого алгоритму із використанням техніки розділяй та володарюй.
Kooshesh та Moret, (1992) надав алгоритм лінійного часу, використовуючи доведення Фіска і алгоритм триангуляції лінійного часу Бернарда Чазела.

### Узагальнення
Існує цілий ряд узагальнень і уточнень оригінальної теореми галереї мистецтв. Наприклад, для ортогональних багатокутників, чиї сторони перетинаються під прямим кутом, необхідно тільки {\displaystyle \lfloor n/4\rfloor } камер. Є принаймні три докази цього результату, жоден з них не простий: Кана, Клейва і Клейтмана; Любіва; Сака і Туссена.
Схожі задачі намагаються визначити, скільки необхідно камер, щоб охопити екстер'єр галереї: {\displaystyle \lceil n/2\rceil } — інколи необхідна і завжди достатня кількість. Іншими словами, нескінченний екстер'єр складніше охороняти, ніж скінченну галерею.

## Три виміри

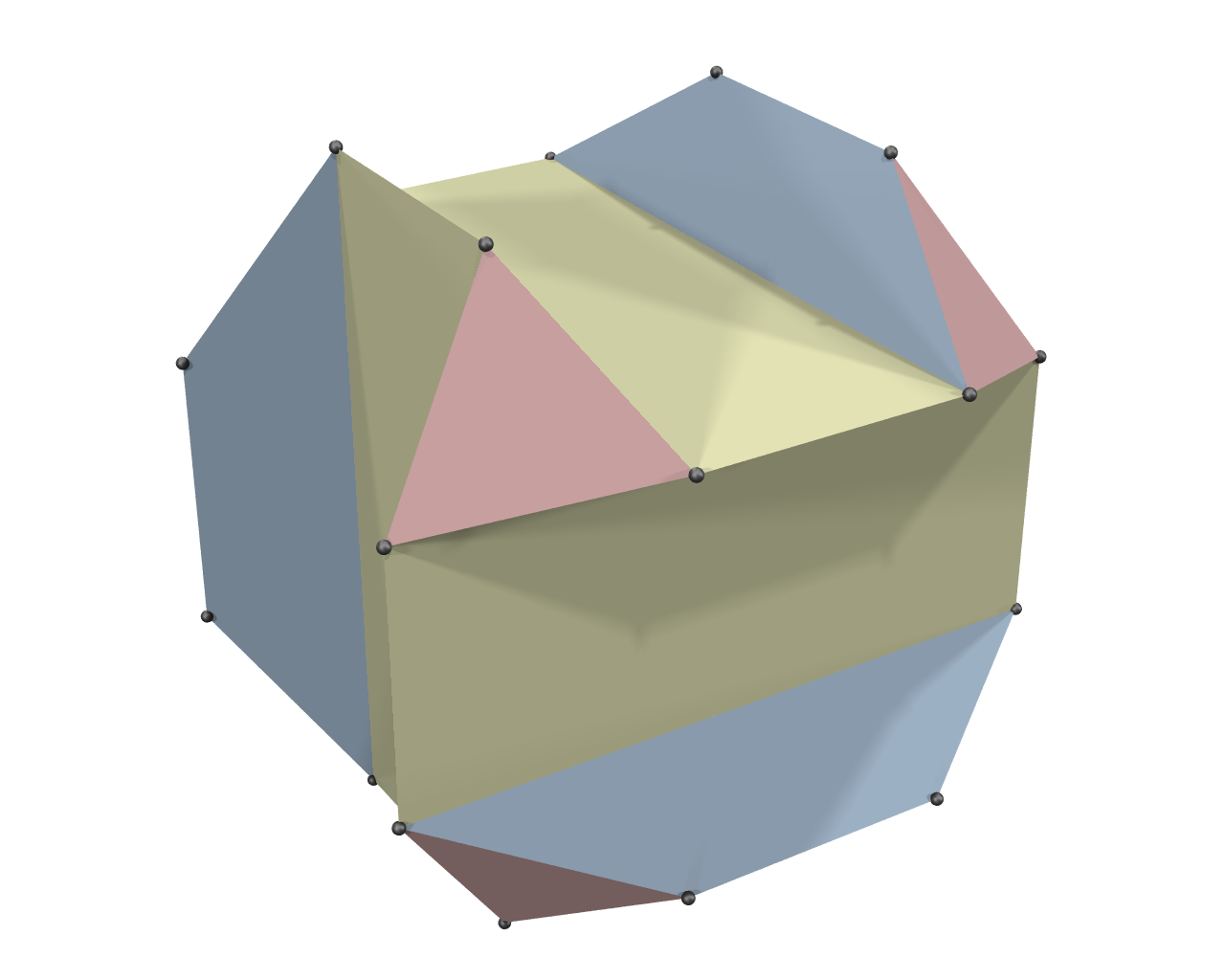
Приклад багатогранника з внутрішніми точками не видними з жодної вершини.

Якщо музей представлено у трьох вимірах як багатогранник, тоді розташування камер у кожній вершині не гарантуватиме, що весь музей під спостереженням. Хоча всі многокутники, що утворюють поверхню спостерігатимуться, все ж залишаться точки, недоступні для камер.